# Pere Bové Montseny
Pere Bové Montseny (Reus, 27 d'octubre de 1829 - Barcelona, 16 de maig de 1901) va ser un enginyer i polític català

## Biografia
D'ideologia republicana, participà en la revolució de 1854 a Madrid. Després tornà a Reus, on va ocupar diversos càrrecs a l'ajuntament, va formar part de la Diputació de Tarragona i va ser capità de la Milícia Nacional. El 1856 va ser deportat a Canàries. Participà activament en la revolució de 1868, membre de la Junta Revolucionària de Reus, va ser escollit Alcalde de l'Ajuntament popular de Reus el gener de 1869, i diputat a les eleccions generals espanyoles de 1869 pel districte de Tarragona, cosa que el va fer dimitir d'alcalde. El seu successor, Antoni Soler i Clariana, va ser destituït el mateix 1869 pel governador quan declarà a Reus la República Federal, i va recuperar molt breument l'alcaldia, tot i que va seguir residint a Madrid, i ho deixà quan Josep Maria Pàmies Juncosa va ser elegit per l'alcaldia el mateix any 1869. Des de Madrid, va encarregar a l'ajuntament reusenc la construcció d'una biblioteca pública, per a la qual n'havia obtingut autorització del Ministeri de Foment. Posteriorment va formar part del Comitè Republicà de Reus i membre dels Voluntaris de la Llibertat, i va resultar elegit diputat pel districte del Vendrell a les eleccions generals espanyoles de 1873.
Després de la restauració borbònica va abandonar la política i es va dedicar a les empreses ferroviàries. El 1880 es va traslladar a Barcelona on va obtenir una autorització per part de la Direcció General d'Obres Públiques per fer els estudis d'un ferrocarril econòmic que havia de sortir de Reus i, passant per Maspujols, l'Aleixar, Vilaplana, Alforja, Arbolí, Cornudella, Torroja, Bellmunt i el Masroig havia d'arribar a Móra la Nova. El diari Las Circunstancias recolzava la iniciativa, però el projecte no es va dur a terme. El 1883 va crear amb Agustí Pujol i Conill l'empresa «Ferrocarril Económico de Olot a Gerona», que va rebre la concessió de la línia de ferrocarril d'Olot a Girona. Al morir, el 1901, era enginyer del ferrocarril de Reus a Móra